# Alpinia pricei
Alpinia pricei är en enhjärtbladig växtart som beskrevs av Bunzo Hayata. Alpinia pricei ingår i släktet Alpinia och familjen Zingiberaceae.
Artens utbredningsområde är Taiwan. Inga underarter finns listade i Catalogue of Life.

## Bildgalleri

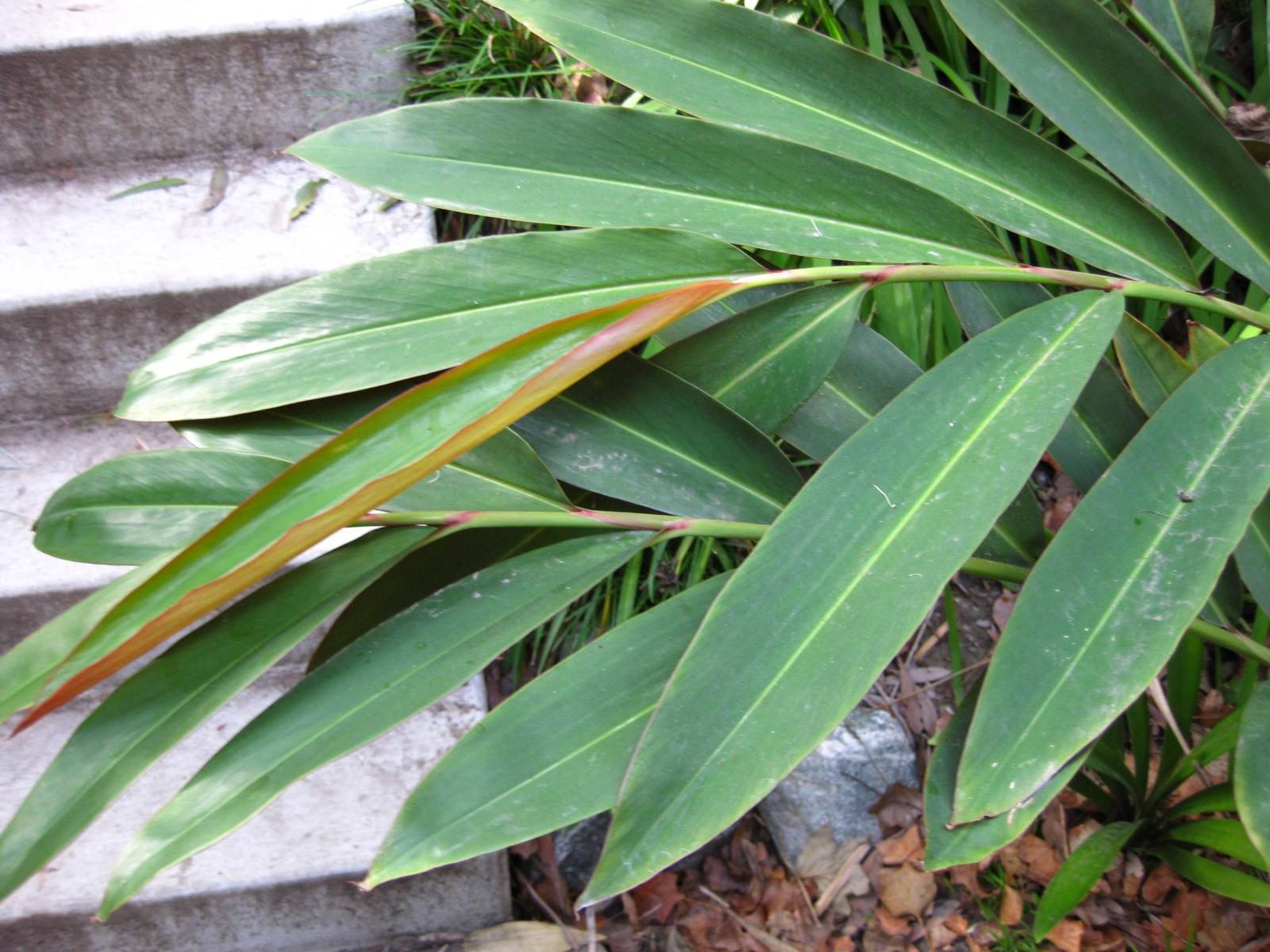
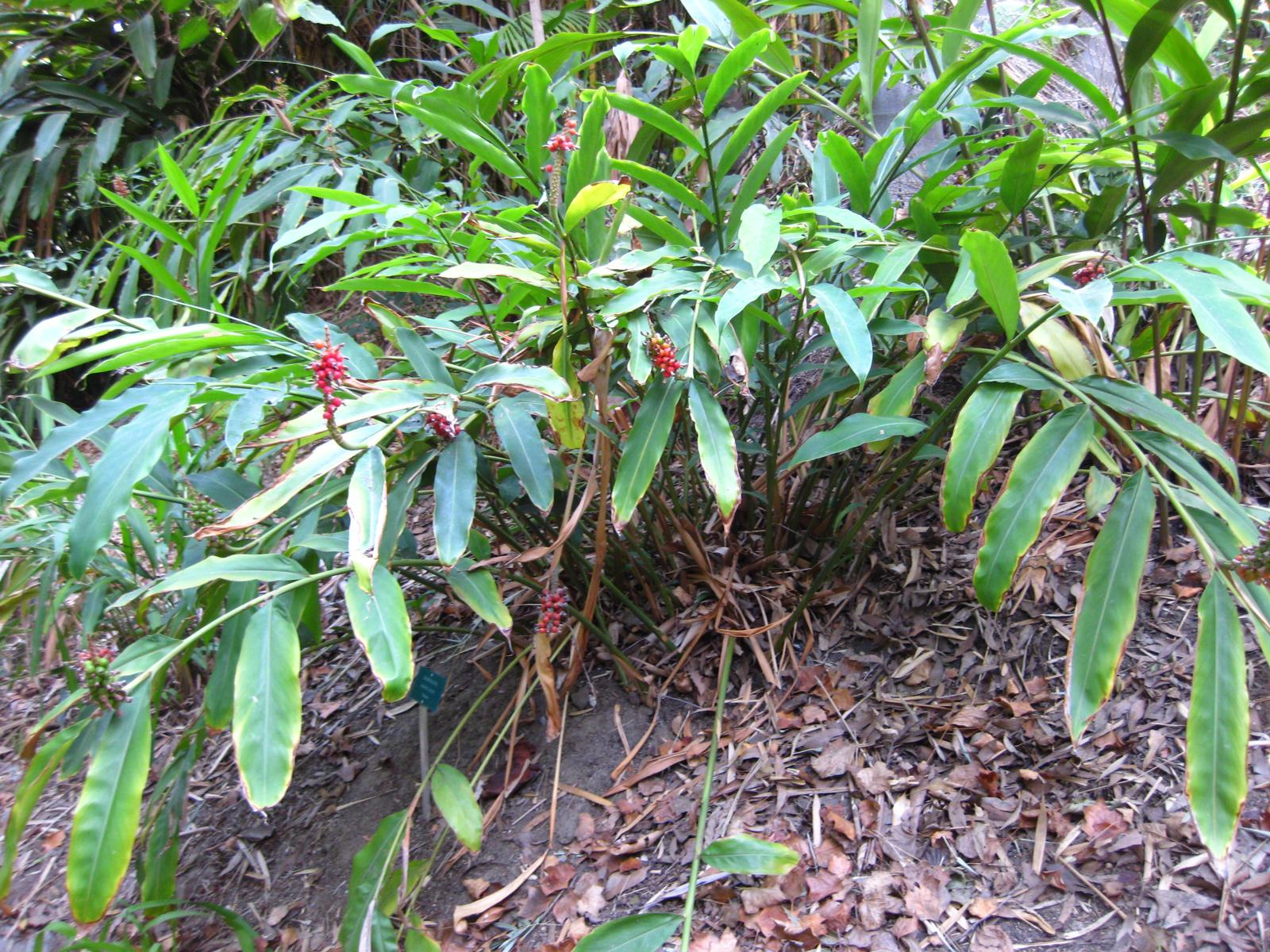
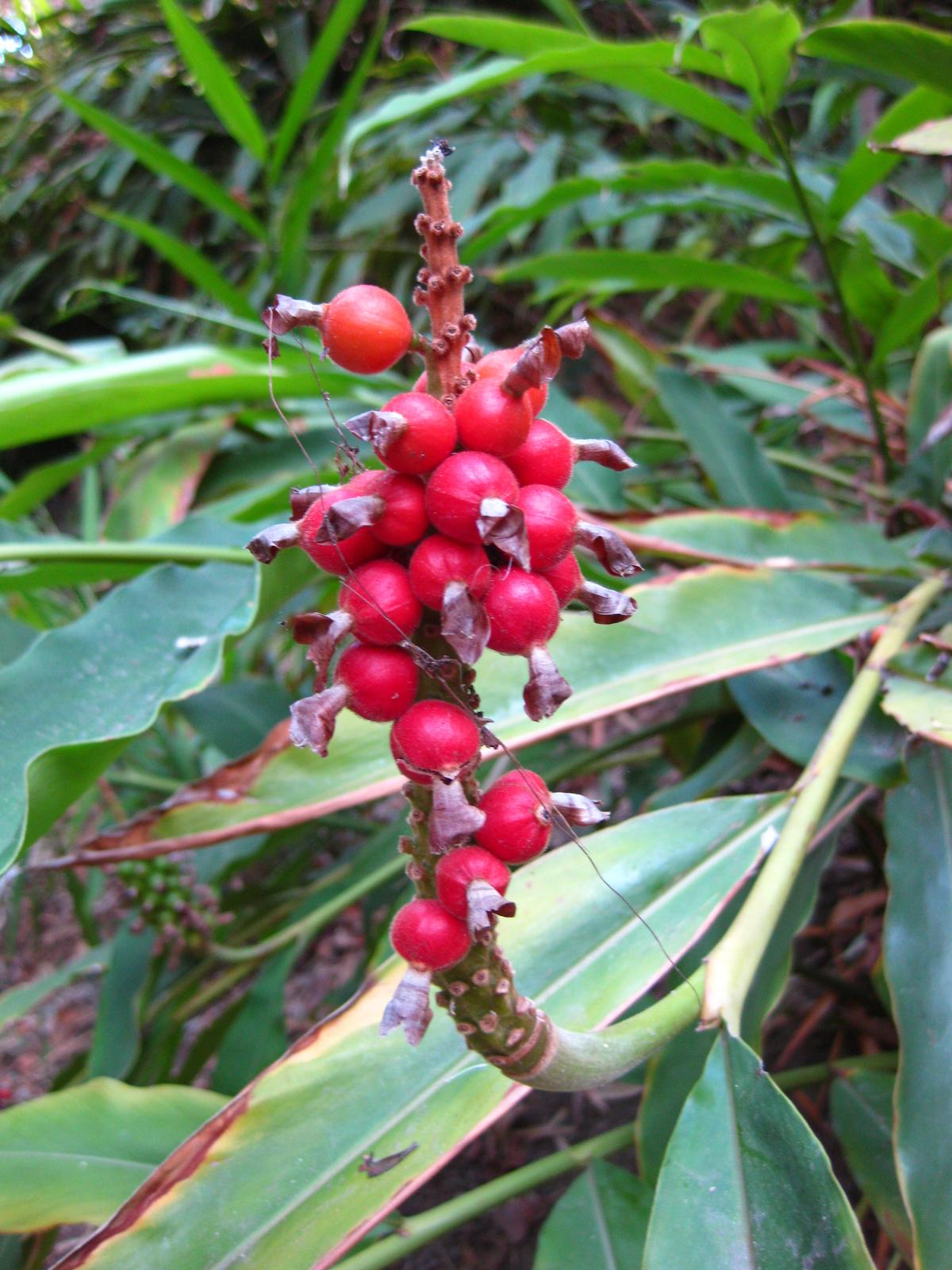
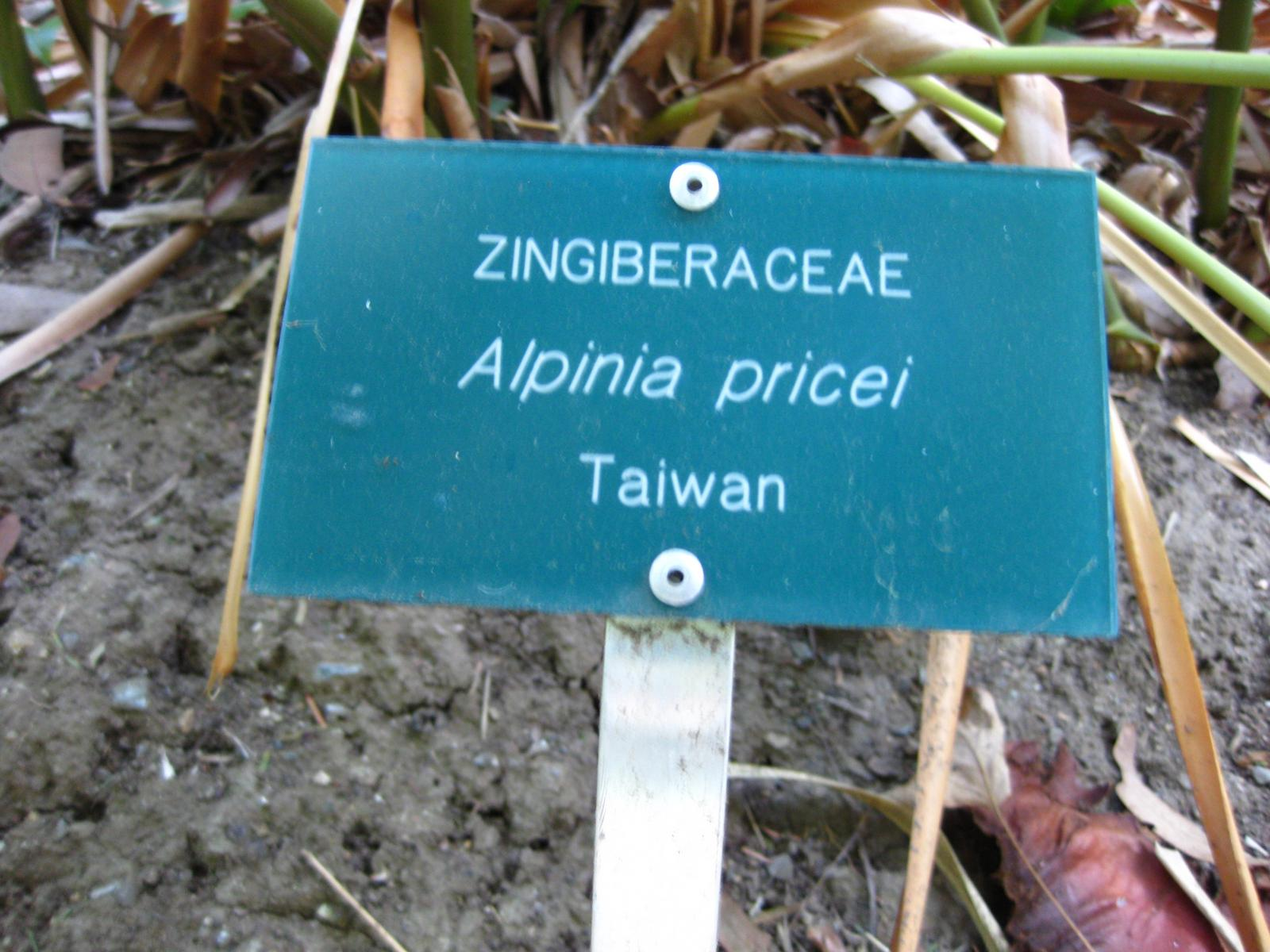